# Radball-Weltcup 2016
Der Radball-Weltcup 2016 war die 15. Austragung des von der UCI veranstalteten Radball-Weltcups. Die regulären Weltcupturniere fanden vom 28. Mai bis zum 29. Oktober statt, das Finale am 12. November in Winterthur. Patrick Schnetzer und Markus Bröll vom RC Höchst gewannen das Weltcup-Finale nach 2014 zum zweiten Mal zusammen.

## Modus
Wie in den Vorjahren fanden acht Turniere vor dem Finale statt, darunter eins in Japan, die übrigen in Europa. Es waren je drei Teams aus den vier besten Nationen der letzten Weltmeisterschaft qualifiziert sowie zwei Teams aus der fünftplatzierten Nation. Aus allen weiteren Ländern war maximal ein Team teilnahmeberechtigt. Hinzu kamen noch die Teams, welche mit einer Wildcard des Veranstalters teilnehmen konnten.

## Turnier-Übersicht
| Turnier    | Austragungsort | Datum         | Gewinner      | Zweiter      | Dritter        |
| ---------- | -------------- | ------------- | ------------- | ------------ | -------------- |
| 1. Turnier | Großkoschen    | 28. Mai       | RC Höchst 2   | RV Obernfeld | RV Dornbirn    |
| 2. Turnier | Ludwigslust    | 4. Juni       | RMC Stein     | RS Altdorf   | RV Obernfeld   |
| 3. Turnier | Osaka          | 10. Juli      | RC Winterthur | RSV Osaka    | VC Cronenbourg |
| 4. Turnier | Sangerhausen   | 27. August    | RC Höchst 1   | RS Altdorf   | RV Obernfeld   |
| 5. Turnier | Höchst         | 3. September  | RC Höchst 1   | RC Höchst 2  | RC Winterthur  |
| 6. Turnier | Ailingen       | 24. September | RC Höchst 2   | RS Altdorf   | RMC Stein      |
| 7. Turnier | St. Gallen     | 15. Oktober   | RV Obernfeld  | RMC Stein    | RC Winterthur  |
| 8. Turnier | Wendlingen     | 29. Oktober   | RC Höchst 2   | RC Höchst 1  | RMC Stein      |
| Finale     | Winterthur     | 2. Dezember   | RC Höchst 1   | RC Höchst 2  | RC Winterthur  |

## Punktestand
Für jedes Weltcupturnier wurden Weltcuppunkte vergeben. Nach den ersten acht Turnieren wurden die Punkte jedes Teams addiert, und die acht Teams mit den meisten Punkten gelangten ins Finale. Dazu kam ein asiatisches Team sowie das Heimteam des Final-Veranstalters.
| Rang   | 1  | 2  | 3  | 4  | 5  | 6  | 7  | 8  | 9  | 10 |
| Punkte | 50 | 45 | 40 | 35 | 30 | 25 | 20 | 18 | 16 | 14 |

Der Punktestand entschied nur darüber, welche Teams ins Finale gelangten. Dort hatten jedoch alle Teams die Chance auf den Gesamtsieg.
Die mit gelb hinterlegten Teams waren fürs Finale qualifiziert. Rechts sind die Ränge bei den einzelnen Turnieren dargestellt.
| Rang | Team                 | Spieler            | Spieler             | Punkte | Deutschland    | Deutschland    | Japan          | Deutschland    | Osterreich     | Deutschland    | Schweiz        | Deutschland    |
| ---- | -------------------- | ------------------ | ------------------- | ------ | -------------- | -------------- | -------------- | -------------- | -------------- | -------------- | -------------- | -------------- |
| 1    | RC Höchst 2          | Simon König        | Florian Fischer     | 195    | Goldmedaille   | –              | –              | –              | Silbermedaille | Goldmedaille   | –              | Goldmedaille   |
| 2    | RC Höchst 1          | Patrick Schnetzer  | Markus Bröll        | 175    | –              | –              | –              | Goldmedaille   | Goldmedaille   | 5              | –              | Silbermedaille |
| 3    | RMC Stein            | Gerhard Mlady      | Bernd Mlady         | 175    | –              | Goldmedaille   | –              | –              | –              | Bronzemedaille | Silbermedaille | Bronzemedaille |
| 4    | RV Obernfeld         | Manuel Kopp        | André Kopp          | 175    | Silbermedaille | Bronzemedaille | –              | Bronzemedaille | –              | –              | Goldmedaille   | –              |
| 5    | RS Altdorf           | Roman Schneider    | Dominik Planzer     | 170    | –              | Silbermedaille | –              | Silbermedaille | 4              | Silbermedaille | –              | –              |
| 6    | RC Winterthur        | Marcel Waldispühl  | Peter Jiricek       | 165    | –              | –              | Goldmedaille   | –              | Bronzemedaille | –              | Bronzemedaille | 4              |
| 7    | RV Dornbirn          | Martin Lingg       | Daniel König        | 126    | Bronzemedaille | 4              | –              | 4              | –              | –              | 9              | –              |
| 8    | SC Svitávka          | Jiří Hrdlička      | Pavel Loskot        | 110    | 5              | –              | –              | 7              | –              | 4              | 6              | –              |
| 9    | RMV Pfungen          | Severin Waibel     | Benjamin Waibel     | 110    | 7              | –              | –              | 5              | –              | –              | 5              | 5              |
| 10   | VC Dorlisheim 1      | Quentin Seyfried   | Benjamin Meyer      | 93     | 8              | 5              | –              | 6              | –              | –              | –              | 7              |
| 11   | RSC Schiefbahn       | Marius Hermanns    | Sven Holland-Moritz | 91     | 6              | –              | –              | –              | 6              | 9              | –              | 6              |
| 12   | TJ Sokol Zlín 1      | Martin Struhař     | Jan Krejčí          | 89     | –              | 9              | –              | 8              | 5              | 6              | –              | –              |
| 13   | VC Cronenbourg       | Jacques Ohl        | Stéphane Bauer      | 78     | –              | –              | Bronzemedaille | –              | –              | 7              | 8              | –              |
| 14   | TJ Start Pilsen      | Ondřej Kydlíček    | Josef Reindl        | 77     | 9              | 6              | –              | –              | 8              | –              | –              | 8              |
| 15   | VC Dorlisheim 2      | Mathias Seyfried   | Thomas Leclerc      | 72     | –              | 7              | –              | 9              | 9              | –              | 7              | –              |
| 16   | HZG Beringen         | Brecht Damen       | Niels Dirikx        | 66     | 10             | –              | –              | –              | 7              | 8              | –              | 10             |
| 17   | RSV Osaka            | Yusuke Murakami    | Koji Okajima        | 45     | –              | –              | Silbermedaille | –              | –              | –              | –              | –              |
| 18   | RSV Großkoschen      | Norman Tuppatsch   | Tobias Kolba        | 35     | 4              | –              | –              | –              | –              | –              | –              | –              |
| 19   | VfH Tokio 1          | Ko Matsuda         | Tomo Yamagata       | 35     | –              | –              | 4              | –              | –              | –              | –              | –              |
| 20   | RMV Mosnang          | Timo Reichen       | Lukas Schönenberger | 35     | –              | –              | –              | –              | –              | –              | 4              | –              |
| 21   | VfH Tokio 2          | Sathosi Tanaka     | Ken Hirano          | 30     | –              | –              | 5              | –              | –              | –              | –              | –              |
| 22   | Star Bicycle Osaka   | Hiroki Sugitani    | Tatsuya Tanaka      | 25     | –              | –              | 6              | –              | –              | –              | –              | –              |
| 23   | Hongkong 1           | Wing Tai Ho        | Chun Tin Kwan       | 20     | –              | –              | 7              | –              | –              | –              | –              | –              |
| 24   | SV Wanderlust Lüblow | Danny Bennühr      | André Cranz         | 18     | –              | 8              | –              | –              | –              | –              | –              | –              |
| 25   | Mauba                | Hideki Yasui       | Kazutoshi Ohno      | 18     | –              | –              | 8              | –              | –              | –              | –              | –              |
| 26   | Johor Bahru          | Mohd Zikri Dahalan | Muhd Khairul Azhar  | 16     | –              | –              | 9              | –              | –              | –              | –              | –              |
| 27   | RSV Wendlingen       | Kevin Seeber       | Frank Schmid        | 16     | –              | –              | –              | –              | –              | –              | –              | 9              |
| 28   | KSE Baj              | Vilmos Toma        | Bence Krausz        | 14     | –              | 10             | –              | –              | –              | –              | –              | –              |
| 29   | Hongkong 2           | Chun To Tsui       | Wing Sun Mak        | 14     | –              | –              | 10             | –              | –              | –              | –              | –              |
| 30   | RSV Sangerhausen     | Peter Krause       | Leon Gebser         | 14     | –              | –              | –              | 10             | –              | –              | –              | –              |
| 31   | RC Höchst 3          | Simon Schlegel     | Fabian Bauer        | 14     | –              | –              | –              | –              | 10             | –              | –              | –              |
| 32   | RVI Ailingen         | Michael Brugger    | Markus Lang         | 14     | –              | –              | –              | –              | –              | 10             | –              | –              |
| 33   | UC Benicarlo         | Florencio Monge    | Marcel Chaves       | 14     | –              | –              | –              | –              | –              | –              | 10             | –              |

## Weltcup-Finale
Im Finale vertreten waren die acht besten Teams der Vorrunden, dazu der RSV Osaka als beste asiatische Mannschaft. Da das Heimteam, der RC Winterthur, bereits qualifiziert war, ging die Wildcard stattdessen an das neuntplatzierte Team der Vorrunden, RMV Pfungen.
Die zehn Teams wurden in zwei Fünfer-Gruppen unterteilt, innerhalb derer jeder gegen jeden spielte. Danach spielten die Fünftplatzierten der beiden Gruppen um Rang 9 und 10, die beiden Viertplatzierten um Rang 7 und 8 und die beiden Drittplatzierten um Rang 5 und 6. Die Sieger der beiden Gruppen spielten im Halbfinale gegen den Zweitplatzierten der anderen Gruppe um einen Finalplatz. Die Verlierer der beiden Halbfinale spielten um Rang 3 und 4 und die beiden Gewinner um den Gesamtweltcup-Sieg.

### Vorrunde

#### Gruppe 1
| Rang | Team          | HÖ2   | WIN   | PFU   | OBE   | SVI   | S | U | N | Tore  | Punkte |
| ---- | ------------- | ----- | ----- | ----- | ----- | ----- | - | - | - | ----- | ------ |
| 1    | RC Höchst 2   |       | 5 : 5 | 5 : 2 | 5 : 3 | 7 : 2 | 3 | 1 | 0 | 22:12 | 10     |
| 2    | RC Winterthur | 5 : 5 |       | 3 : 3 | 3 : 1 | 6 : 3 | 2 | 2 | 0 | 17:12 | 8      |
| 3    | RMV Pfungen   | 2 : 5 | 3 : 3 |       | 3 : 3 | 4 : 2 | 1 | 2 | 1 | 12:13 | 5      |
| 4    | RV Obernfeld  | 3 : 5 | 1 : 3 | 3 : 3 |       | 9 : 2 | 1 | 1 | 2 | 16:13 | 4      |
| 5    | SC Svitávka   | 2 : 7 | 3 : 6 | 2 : 4 | 2 : 9 |       | 0 | 0 | 4 | 9:26  | 0      |

#### Gruppe 2
| Rang | Team        | HÖ1    | STE   | ALT   | DOR   | OSA    | S | U | N | Tore  | Punkte |
| ---- | ----------- | ------ | ----- | ----- | ----- | ------ | - | - | - | ----- | ------ |
| 1    | RC Höchst 1 |        | 7 : 6 | 5 : 2 | 8 : 3 | 10 : 0 | 4 | 0 | 0 | 30:11 | 12     |
| 2    | RMC Stein   | 6 : 7  |       | 4 : 5 | 5 : 2 | 9 : 5  | 2 | 0 | 2 | 24:19 | 6      |
| 3    | RS Altdorf  | 2 : 5  | 5 : 4 |       | 2 : 4 | 9 : 2  | 2 | 0 | 2 | 18:15 | 6      |
| 4    | RV Dornbirn | 3 : 8  | 2 : 5 | 4 : 2 |       | 7 : 2  | 2 | 0 | 2 | 16:17 | 6      |
| 5    | RSV Osaka   | 0 : 10 | 5 : 9 | 2 : 9 | 2 : 7 |        | 0 | 0 | 4 | 9:35  | 0      |

### Finalrunde
| 1. Halbfinale           |   |               |                     |
| RC Höchst 2             | – | RMC Stein     | 5 : 2               |
| 2. Halbfinale           |   |               |                     |
| RC Winterthur           | – | RC Höchst 1   | 3 : 11              |
| Spiel um Platz 9 und 10 |   |               |                     |
| SC Svitávka             | – | RSV Osaka     | 6 : 3               |
| Spiel um Platz 7 und 8  |   |               |                     |
| RV Obernfeld            | – | RV Dornbirn   | 9 : 1               |
| Spiel um Platz 5 und 6  |   |               |                     |
| RMV Pfungen             | – | RS Altdorf    | 2 : 5               |
| Spiel um Platz 3 und 4  |   |               |                     |
| RMC Stein               | – | RC Winterthur | 3 : 7               |
| Finale                  |   |               |                     |
| RC Höchst 2             | – | RC Höchst 1   | 5 : 5 (5 : 7 n. V.) |

### Endstand
| Rang           | Team          | Spieler           | Spieler         |
| -------------- | ------------- | ----------------- | --------------- |
| Goldmedaille   | RC Höchst 1   | Patrick Schnetzer | Markus Bröll    |
| Silbermedaille | RC Höchst 2   | Simon König       | Florian Fischer |
| Bronzemedaille | RC Winterthur | Marcel Waldispühl | Peter Jiricek   |
| 4              | RMC Stein     | Gerhard Mlady     | Bernd Mlady     |
| 5              | RS Altdorf    | Roman Schneider   | Dominik Planzer |
| 6              | RMV Pfungen   | Severin Waibel    | Benjamin Waibel |
| 7              | RV Obernfeld  | André Kopp        | Manuel Kopp     |
| 8              | RV Dornbirn   | Martin Lingg      | Daniel König    |
| 9              | SC Svitávka   | Jiří Hrdlička     | Pavel Loskot    |
| 10             | RSV Osaka     | Yusuke Murakami   | Koji Okajima    |